# Lake Union
Der Lake Union ist ein Süßwassersee, der vollständig innerhalb der Stadtgrenzen von Seattle im US-Bundesstaat Washington liegt; er bildet einen Hauptbestandteil des Lake Washington Ship Canal. Sein östlichster Punkt fällt mit der Ship Canal Bridge zusammen, welche die Interstate 5 über den östlichen Arm des Sees führt und den Lake Union von der Portage Bay trennt. Der Lake Union ist der Namensgeber der Stadtviertel, die an seinem Ost- bzw. Westufer liegen: Eastlake und Westlake. Am nördlichen Ufer liegt der Gas Works Park. Bemerkenswerte Merkmale des südlichen Teils – allgemein als der Bezirk South Lake Union bekannt – sind der Lake Union Park, das Museum of History & Industry (MOHAI) und das Center for Wooden Boats.
Die George Washington Memorial „Aurora“ Bridge führt die Washington State Route 99 über den westlichen Arm des Sees. Die Aurora Bridge ist nach der Aurora Avenue North benannt, die über die Brücke an der Westseite des Sees entlang führt. Als westlichster Punkt des Lake Union kann der Fremont Cut angesehen werden, der unmittelbar östlich der Aurora Bridge liegt und von der Fremont Bridge überquert wird. Die Fremont Bridge führt die Fremont Avenue North zwischen den Stadtvierteln Fremont und Queen Anne und trennt den Lake Union vom Rest des westlichen Teils des Lake Washington Ship Canal.

## Entstehung

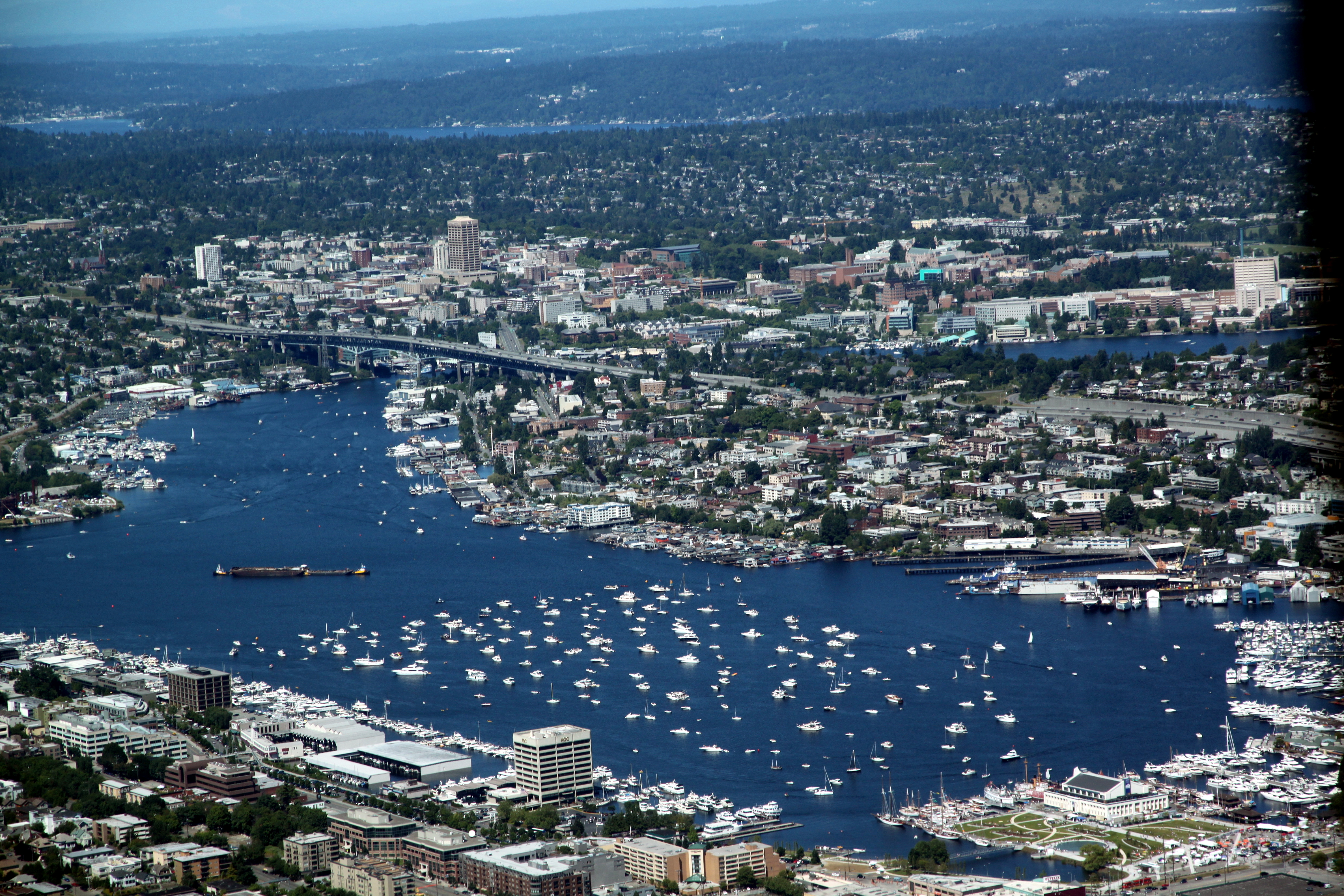
Luftbild des Lake Union am 4. Juli 2011

Der Lake Union ist ein Gletscher-See, dessen Becken vor etwa 12.000 Jahren vom Vashon-Gletscher gestaltet wurde, welcher auch den Lake Washington sowie den Green Lake, den Bitter Lake und den Haller Lake in Seattle schuf.

## Name
Der Lake Union bekam seinen heutigen Namen vom Pionier Thomas Mercer aus Seattle, der 1854 (richtigerweise) vorhersagte, dass dereinst Kanäle den Lake Washington mit dem Puget Sound in einer „union of waters“ (dt. etwa „Vereinigung der Gewässer“) verbinden würden. Die Duwamish nannten ihn – im Vergleich mit dem heute Lake Washington genannten – „kleiner See“ (Lushootseed: XáXu7cHoo oder Ha-AH-Chu, wörtlich „kleine große-Menge-Wassers“, quasi das Diminutiv des Wortes für den Lake Washington). Im Chinook Wawa, einer (im wörtlichen Sinne) internationalen Handelssprache, wurde er Tenas Chuck („kleines Wasser“) genannt.

## Geographie
Drei Hauptstraßen sind nach dem See benannt: die Westlake Avenue, welche an seinem westlichen Ufer von Downtown Seattle zur Fremont Bridge verläuft; die Eastlake Avenue, welche an seinem östlichen Ufer das Stadtviertel Cascade mit dem University District verbindet; sowie der Northlake Way, welcher entlang des Nordufers vom University District über den Gas Works Park bis zur Grenze des Stadtviertels Fremont verläuft.
Mehrere Stadtviertel leiten ihren Namen vom See ab: Eastlake, Westlake, Northlake und South Lake Union.

### Verbindungen zu anderen Gewässern

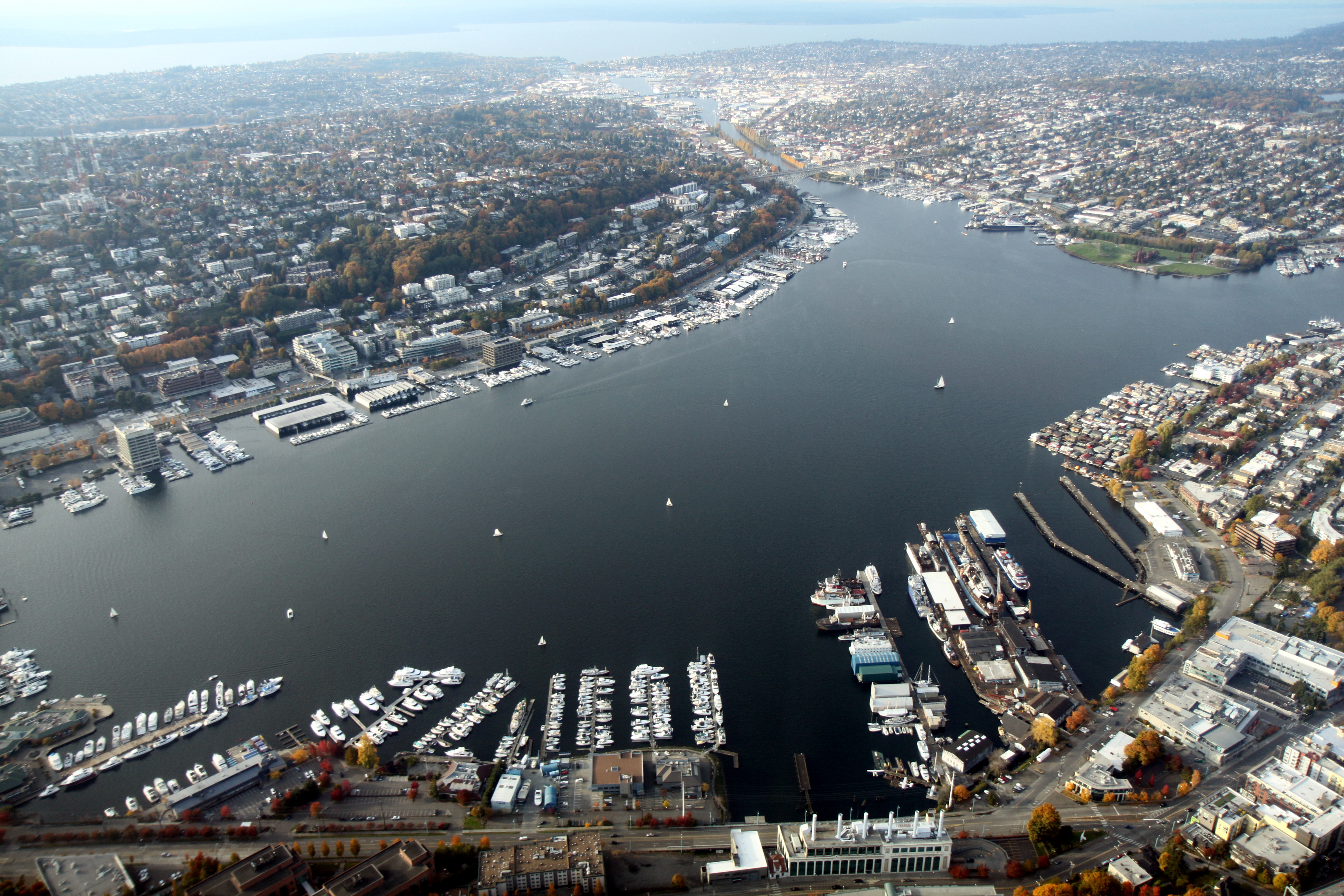
Der Lake Union fließt über den Fremont Cut in den Puget Sound ab.

Als Teil des Lake Washington Ship Canal, fließt das vom Lake Washington kommende Wasser über den Montlake Cut in den See und über den Fremont Cut zum Puget Sound hin ab. Vor dem Bau des Kanals entwässerte der Lake Union in die Salmon Bay über einen Bach ab, welcher grob dem heutigen Verlauf des Fremont Cut folgte.
Der See selbst hat ein Einzugsgebiet von 1.480 Quadratkilometern.

### Salinität
Aufgrund der Verbindung über das Schleusensystem der Hiram M. Chittenden Locks zum salzwasserhaltigen Puget Sound gibt es einige Einträge an salzhaltigem Wasser, welche während des Sommers ansteigen, weil der Zufluss aus dem Lake Washington zurückgeht und die Schleusen häufiger von Hausbooten genutzt werden.

## Erholung

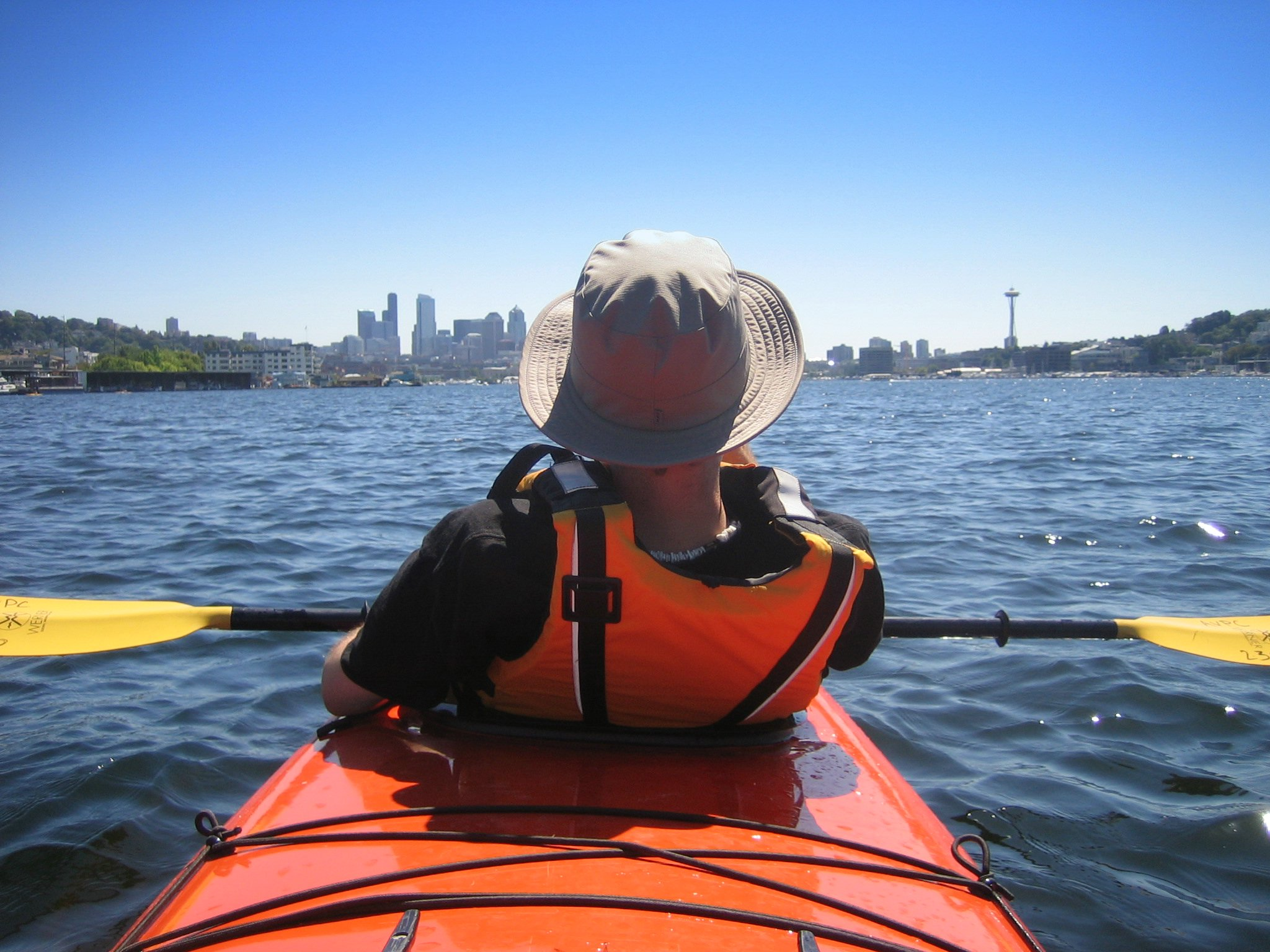
Kayak-Fahrer auf dem Lake Union mit der Space Needle im Hintergrund

Die Nähe des Lake Union zu Seattle und der malerische Blick auf die Stadt machen den See zu einem beliebten Naherholungsziel. Wasserflugzeuge der Kenmore Air und der Seattle Seaplanes starten und landen täglich auf dem See. Vergnügungsboote passieren, vom Lake Washington kommend, den See auf ihrem Weg zum Puget Sound. Das Center for Wooden Boats veranstaltet in jedem Jahr ein Holzboot-Festival. Die weltberühmte Duck Dodge-Regatta wird jeden Dienstag im Sommer auf dem See ausgetragen. Sowohl Freizeit- als auch Sport-Ruderer nutzen den See ganzjährig. Paddelboote und Kayaks sind auch sehr beliebt auf dem See.

### Parks
Der Gas Works Park ist der größte Park am Lake Union und für die Bewohner (engl. „Seattleites“) und Besucher von Seattle der beliebteste. Er ist Veranstaltungsort für Sommerkonzerte und die große Feuerwerkshow der Veranstaltungen zum 4. Juli. Um den See herum gibt es weitere Parks, im Uhrzeigersinn vom Gas Works Park aus, welcher fast genau im Norden liegt, sind dies: der North Passage Point Park, der South Passage Point Park, der Fairview Park, der Terry Pettus Park und der South Lake Union Park.

### Ruderwettbewerbe
Am Lake Union sind mehrere Ruderzentren zu Hause, so die Holy Names Academy Crew, die Lake Union Crew, der Lake Washington Rowing Club und das Pocock Rowing Center, allesamt Mitglieder der nationalen Vereinigung USRowing. Außerhalb des Lake Union und der verbundenen Gewässer bestehen das Seattle Rowing Center und das Conibear Shellhouse, die zu den Washington Huskies, dem Sportclub der University of Washington, gehören.

## Wohnboote

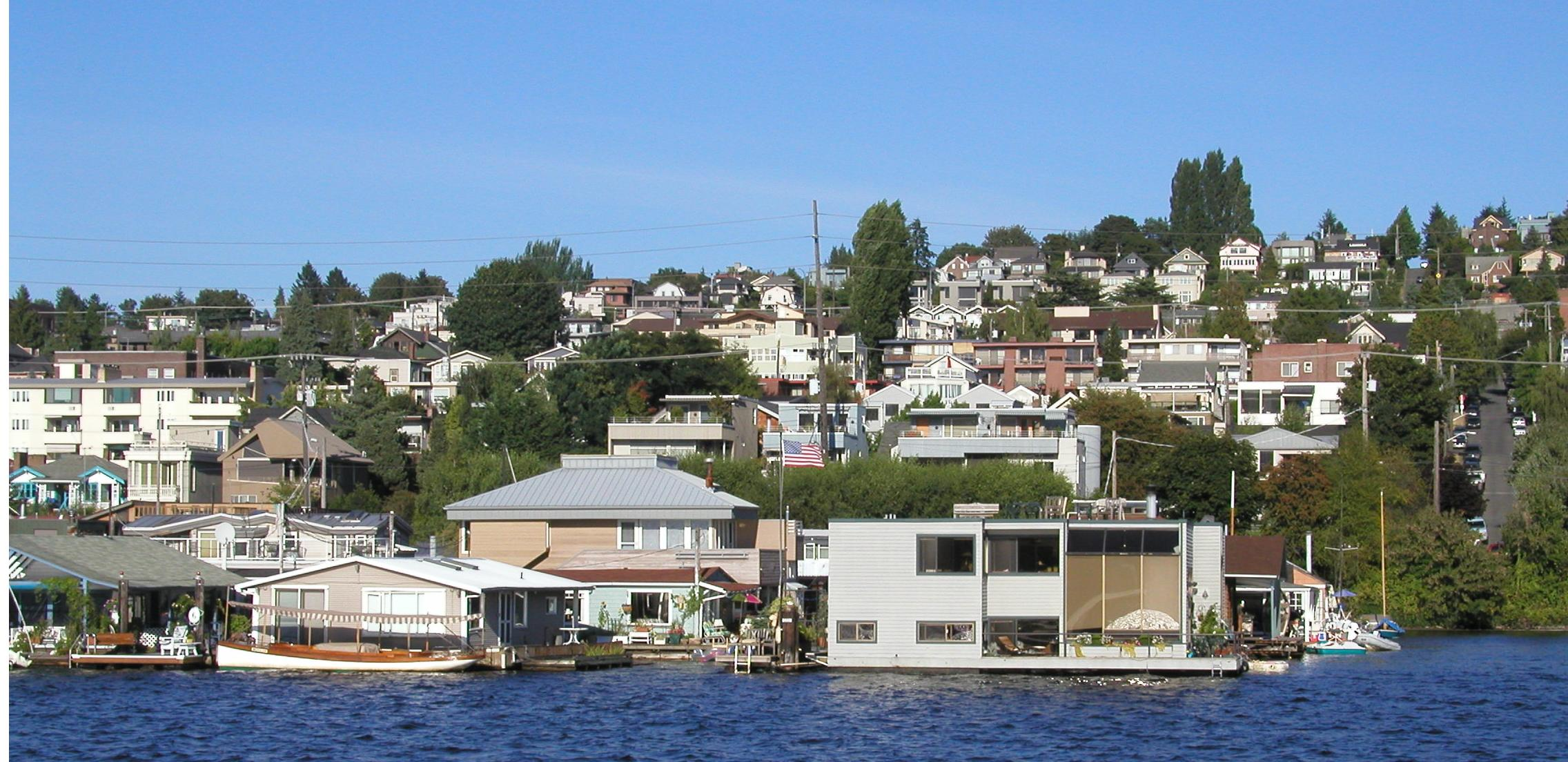
Wohnboote im Viertel Eastlake, am Ostufer des Lake Union

Wohnboote säumen die Ost- und die Westseite des Lake Union. In Schlaflos in Seattle lebte der Protagonist, gespielt von Tom Hanks, in einem dieser Wohnboote.

## Wirtschaft

### Industrie

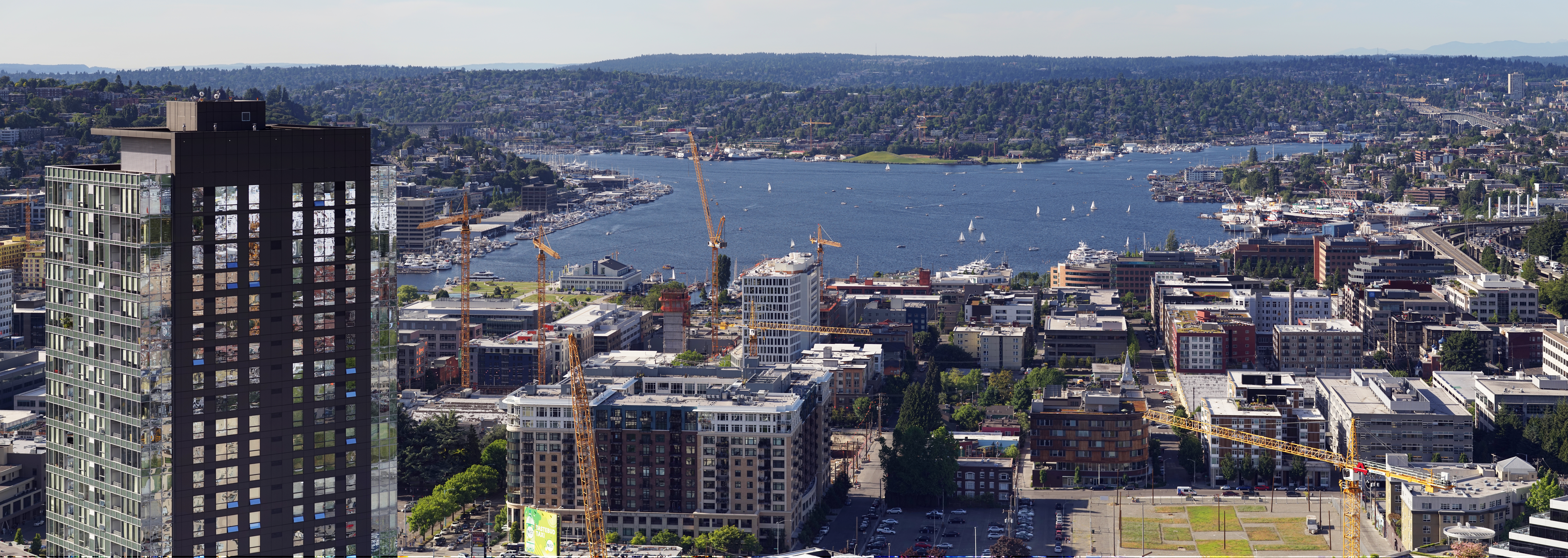
Im Juni 2015 waren viele Baukrane rund um den Lake Union zu sehen.

Boeing begann 1916 am Lake Union zu produzieren. Damals gab es auch Werften, Hafenanlagen und Sägewerke am Ufer.

### Wasserflugzeug-Basis

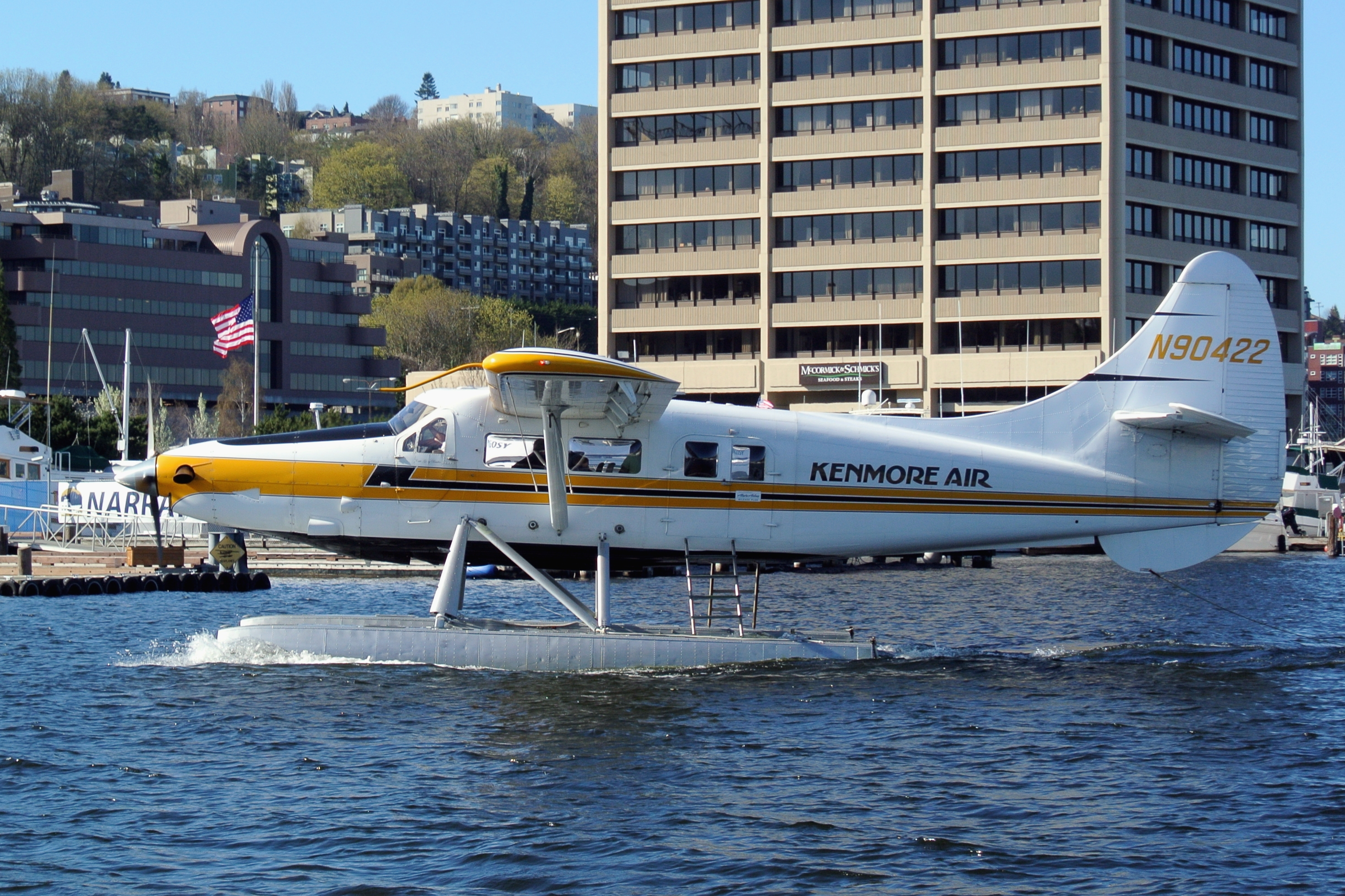
Wasserflugzeug DHC-3 Otter der Kenmore Air auf dem Lake Union

Am Lake Union gibt es zwei Wasserflugzeug-Häfen: die Kenmore Air Harbor Seaplane Base (IATA-Code LKE, FAA-LID W55) und die Seattle Seaplanes (IATA-Code LKE, FAA-LID 0W0), die eine nautische Meile (1,85 km) nördlich der Innenstadt von Seattle liegen.

### Hot Tub Boats
Am Lake Union findet sich ein einzigartiger Wirtschaftszweig, die Fertigung von Booten mit Wasserstrahlantrieb. Gegründet 2012, ist Seattles örtliches Geschäft zu einer Touristenattraktion für viele und zu einem Haupterwerbszweig der Bootfertigung geworden.